# Whitford/St. Holmes
Whitford/St. Holmes fue un proyecto musical liderado por los guitarritas Brad Whitford (Aerosmith) y Derek St. Holmes (Ted Nugent).

## Historia
En 1980, Brad Whitford deja Aerosmith. Se asocia a Derek St. Holmes, quien recientemente había hecho parte de la banda de Ted Nugent, para formar "Whitford/St. Holmes", junto a los músicos Dave Hewitt y Steve Pace, los cuales fueron reemplazados por Chase Chitty y Larue Riccio (Baby and the Pacifiers). Salieron de gira por el suroeste de los Estados Unidos, normalmente tocando en pequeños auditorios.
En 1981, grabaron su único disco, el cual fue seguido por una gira. Ni el álbum ni el tour lograron el suceso esperado. En 1983, Whitford se reunió con el guitarrista Joe Perry para tocar algunos conciertos con su banda, The Joe Perry Project. En 1984, ambos guitarristas retornaron a Aerosmith para la grabación de Done with Mirrors, lanzado en 1985 bajo el sello Geffen Records. St. Holmes trabajaría nuevamente con Ted Nugent de forma esporádica.

## Lista de canciones
1. "I Need Love" – 3:18
2. "Whiskey Woman" – 3:51
3. "Hold On" – 2:59
4. "Sharpshooter" – 5:30
5. "Every Morning" – 4:39
6. "Action" – 3:45
7. "Shy Away" – 4:12
8. "Does It Really Matter?" – 4:26
9. "Spanish Boy" – 4:09
10. "Mystery Girl" – 3:22

## Personal
- Brad Whitford– guitarra líder
- Derek St. Holmes– voz, guitarra
- Dave Hewitt– bajo
- Steve Pace– percusión